# Các tập của Jonas Brothers: Living the Dream
Đây là danh sách các tập phim của Jonas Brothers: Living the Dream và Jonas Brothers: Living the Dream season 2.

## Tổng quan
| Mùa | Mùa | Các Tập | Ngày đầu trình chiếu tại U.S | Ngày cuối trình chiếu tại U.S |
| --- | --- | ------- | ---------------------------- | ----------------------------- |
|     | 1   | 16      | 16 Tháng 5, 2008             | 5 Tháng 9, 2008               |
|     | 2   | 11      | 21 Tháng 3, 2010             | 2010                          |

## Mùa thứ 1
| Thứ Tự Các Tập Trong Series | Thứ Tự Các Tập Phim | Tựa Đề                                   | Người Tường Thuật | Ngày Lên Sóng |
| --------------------------- | ------------------- | ---------------------------------------- | ----------------- | ------------- |
| 1                           | 1                   | To Do List                               | Nick              | 16/5/2008     |
| 2                           | 2                   | The Big Game                             | Kevin             | 23/5/2008     |
| 3                           | 3                   | Downtime Jonas Style                     | Joe               | 30/5/2008     |
| 4                           | 4                   | Our Fans Rock                            | Kevin             | 6/6/2008      |
| 5                           | 5                   | Driver ED                                | Joe               | 13/6/2008     |
| 6                           | 6                   | Our Mom And Dad                          | Joe               | 20/6/2008     |
| 7                           | 7                   | Hello Hollywood                          | Joe               | 27/6/2008     |
| 8                           | 8                   | Health Kick                              | Joe               | 4/7/2008      |
| 9                           | 9                   | We Are Family                            | Kevin             | 11/7/2008     |
| 10                          | 10                  | School Rocks                             | Nick              | 18/7/2008     |
| 11                          | 11                  | Musical Scrapbook                        | Nick              | 25/7/2008     |
| 12                          | 12                  | Nothing Is Gonna Slow me Down            | Nick              | 1/8/2008      |
| 13                          | 13                  | Rockstars In Training                    | Nick              | 8/8/2008      |
| 14                          | 14                  | We Are The Boss                          | Kevin             | 15/8/2008     |
| 15                          | 15                  | Dream On                                 | Kevin             | 22/8/2008     |
| 16                          | 16                  | Best Of: Jonas Brothers Living The Dream | All               | 5/9/2008      |

## Season 2
| Thứ Tự Các Tập Trong Series | Thứ Tự Tập Phim | Tựa Đề                      | Người Tường Thuật | Ngày Lên Sóng |
| --------------------------- | --------------- | --------------------------- | ----------------- | ------------- |
| 17                          | 1               | Kick Off                    | Kevin             | 21/3/2010     |
| 18                          | 2               | Healthy Living              | Joe               | 28/3/2010     |
| 19                          | 3               | Keeping It Real             | Nick              | 11/4/2010     |
| 20                          | 4               | We Are Our Music            | Nick              | 18/4/2010     |
| 21                          | 5               | Rockin Acts Of Kindness     | Joe               | 25/4/2010     |
| 22                          | 6               | Universal Language of Music | Joe               | 2/5/2010      |
| 23                          | 7               | Team Jonas                  | Kevin             | 9/5/2010      |
| 24                          | 8               | Out Of My Control           | Nick              | 16/5/2010     |
| 25                          | 9               | My Other Big Dream          | Joe               | 24/5/2010     |
| 26                          | 10              | Who I Am                    | Nick              | 30/5/2010     |
| 27                          | 11              | 3 Guys and a Dream          | Kevin             | 31/5/2010     |